# 石家庄南站
石家庄南站位于河北省石家庄市鹿泉区铜冶镇，邮政编码为050001。车站是中国铁路北京局集团下辖的三大编组站之一，担负着南北京广铁路、石德铁路、石太铁路四个方向列车的到发、解编和运输组织工作。车站作为石家庄铁路枢纽货运系统迁建工程的一部分建于2009年4月18日，于2010年12月6日开通，本站启用后，位于石家庄市中心的老石家庄编组站被改建为石家庄新客站。
石家庄南站最大宽度370米、纵深5400米、占地约2751亩，规模二级四场，共设有65条股道，另设有4条正线和2条军供线。其中Ⅱ场（下行直通兼出发场）、Ⅲ场（调车场）、Ⅳ场（上行直通兼出发场）并列布置，分别设有10条、32条、10条股道；Ⅰ场位于Ⅱ场西侧，设有12条股道，南侧为机务段。

## 下辖车站
石家庄南站为北京局集团的直属车站，下辖平南站、石家庄西站（Ⅰ、Ⅱ场）、获鹿站、石工站、柳辛庄站、正定站、新安村站、新乐站、承安铺站、寨西店站。